# 裘东耀
裘东耀（1961年8月—），男，汉族，中华人民共和国浙江省政治人物，曾任中共湖州市委书记、宁波市人民政府市长、浙江省政协副主席等职务。

## 生平
1978年3月参加工作，1986年7月加入中国共产党。历任嘉兴市人民政府办公室副主任、市委办公室主任、市委副秘书长、市政府秘书长、市政府办公室主任、中共秀洲区委书记、中共嘉兴市委常委、市委宣传部部长、市政府常务副市长、市委政法委副书记。2010年4月，任浙江省人民政府副秘书长、省对口支援新疆阿克苏地区指挥部指挥长。2013年3月，任浙江省工商行政管理局局长。2015年4月任中共湖州市委书记。2017年2月任中共宁波市委副书记、市人民政府代理市长。2017年4月，正式当选为宁波市人民政府市长。2018年2月，当选第十三届全国人大代表。2022年1月，当选为浙江省政协副主席，至2023年1月卸任。